# 伊丹典子
伊丹典子（いたみ のりこ）は、日本のマンドリン奏者。岡山県岡山市出身。伊丹典子マンドリンアカデミア主宰。

## 略歴
15歳よりマンドリンを始め、1994年から海外でのコンサートや日本全国コンサートツアーなどで演奏活動を行っている。